# Черногубово (Калінінський район)
Черногубово (рос. Черногубово) — присілок в Калінінському районі Тверської області Російської Федерації.
Населення становить 390 осіб. Входить до складу муніципального утворення Черногубовське сільське поселення.

## Історія
Від 2005 року входить до складу муніципального утворення Черногубовське сільське поселення.

## Населення
| 1859 | 1886 | 1997 | 2002 | 2010 |
| ---- | ---- | ---- | ---- | ---- |
| 60   | ↗61  | ↗681 | ↘397 | ↘390 |